# Allogalumna hydrophila
Allogalumna hydrophila är en kvalsterart som beskrevs av Hammer 1962. Allogalumna hydrophila ingår i släktet Allogalumna och familjen Galumnidae. Inga underarter finns listade i Catalogue of Life.